# Diocèse d'Évry-Corbeil-Essonnes
Le diocèse d'Évry-Corbeil-Essonnes (Dioecesis Evriensis-Corbiliensis-Exonensis en latin) est un diocèse de l'Église catholique romaine française couvrant le département de l'Essonne et une partie des Yvelines, dans la région Île-de-France correspondant à la province ecclésiastique de Paris, sur une superficie de 1 804 km2 et 1 306 118 habitants en 2023. Le siège épiscopal constitué le 9 octobre 1966 à Corbeil-Essonnes est aujourd'hui localisé à Évry-Courcouronnes.

## Géographie

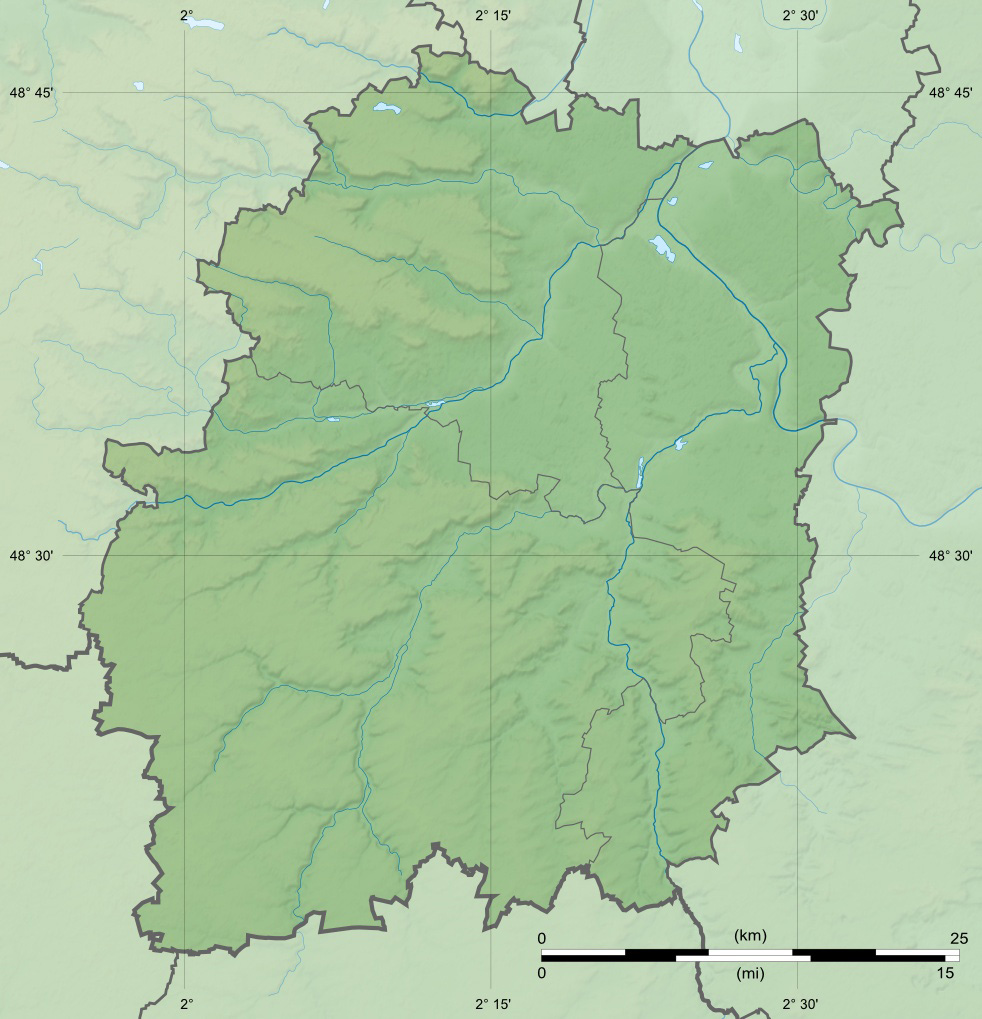
Carte du département de l'Essonne et du diocèse.

Les limites du diocèse d'Évry-Corbeil-Essonnes sont approximativement calquées sur celles du département français de l'Essonne, officiellement créé le 1er janvier 1968, augmenté des communes yvelinoises de Bonnelles et Sainte-Mesme.
Le territoire s'étale sur les anciens pays du Hurepoix au centre et au nord, de la Brie française au nord-est, du Gâtinais au sud-est et de la Beauce au sud-ouest. Plusieurs cours d'eau traversent ses terres, la Seine à l'est, l'Essonne, la Juine et l'École au sud, l'Orge au centre, l'Yvette, la Bièvre et l'Yerre au nord.
Le diocèse est implanté au sud de la province ecclésiastique de Paris, correspondant aux limites de la région Île-de-France, il est entouré par les diocèses de Versailles à l'ouest, Nanterre et Créteil au nord, Meaux à l'est, Chartres et Orléans au sud. Il est divisé en deux zones, cinq vicariats, 23 secteurs pastoraux et 108 paroisses sur les 198 communes que compte le département augmenté des deux yvelinoises.

### Population catholique du diocèse
| 1969 | 1980    | 1990    | 1999    | 2000    | 2001    | 2002    |
| ---- | ------- | ------- | ------- | ------- | ------- | ------- |
| -    | 720 000 | 915 000 | 846 000 | 846 000 | 799 000 | 799 000 |

| 2003    | 2004    | 2006    | 2013    | 2016    | 2019    | 2021    |
| ------- | ------- | ------- | ------- | ------- | ------- | ------- |
| 791 234 | 791 234 | 795 000 | 852 900 | 863 612 | 901 000 | 897 900 |

## Histoire

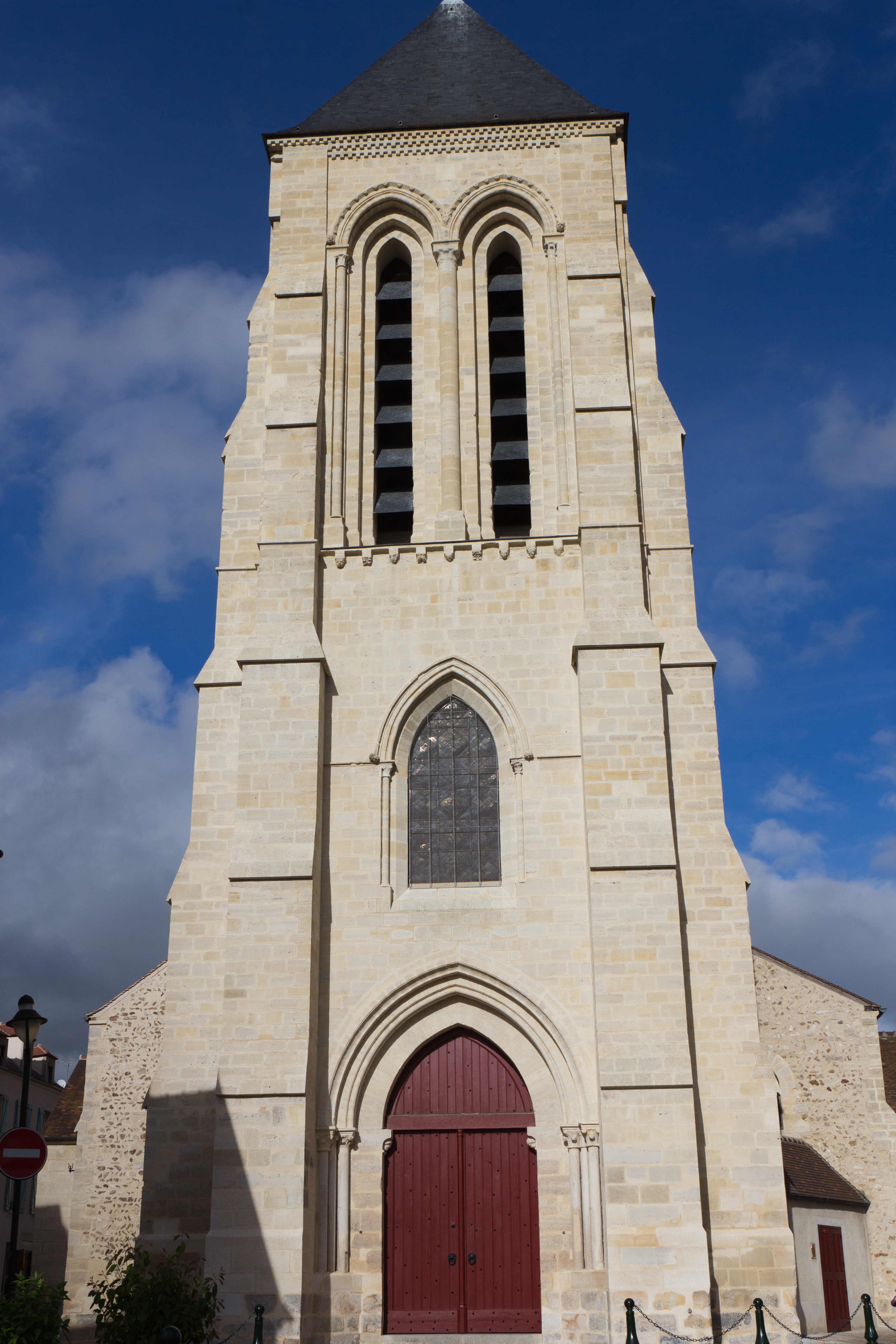
La cathédrale Saint-Spire de Corbeil-Essonnes, première cathédrale du diocèse en 1966.

La loi du 10 juillet 1964 décida du démantèlement de l'ancien département de Seine-et-Oise et de la création du nouveau département de l'Essonne à partir des arrondissements de Corbeil-Essonnes et de Rambouillet. De la même façon, il fut décidé le 9 octobre 1966 de démembrer le vaste diocèse de Versailles et de créer le diocèse de Corbeil.
La collégiale Saint-Exupère (ou Saint-Spire) de Corbeil-Essonnes, un temps préfecture, fut alors élevée au rang de cathédrale et Albert Malbois, évêque auxiliaire de Versailles fut le premier évêque du nouveau diocèse couvrant le département de l'Essonne tel que définit à sa création effective le 1er janvier 1968 augmenté des communes yvelinoises de Bonnelles et Sainte-Mesme, respectivement rattachés aux secteurs pastoraux de Limours et de Dourdan.
Le 12 mai 1978, Guy Herbulot devint évêque de Corbeil-Essonnes. Le chef-lieu du département étant fixé à Évry, le diocèse prit le nom d'Évry-Corbeil-Essonnes le 11 juin 1988, alors qu'était évoqué le projet de construire une nouvelle cathédrale dans ce chef-lieu. Le projet fut officiellement présenté au Vatican le 3 mai 1990 et la première pierre fut bénie et posée lors des fêtes de Pâques 1991. Ouverte au culte le 11 avril 1995, la première messe dominicale dans ce nouveau lieu fut célébré le 16 avril suivant.
Le 22 août 1997, le diocèse reçut la visite du pape Jean-Paul II,, le 12 mai 2000, Michel Dubost devint évêque d'Évry-Corbeil-Essonnes et le 25 décembre 2008 il célébra une messe de Noël retransmise sur France 2 depuis la cathédrale de la Résurrection. En 2010, un nouveau découpage du territoire du diocèse est intervenu.
Le 1er août 2017, Michel Pansard est nommé comme nouvel évêque.

## Saints du diocèse
Six saints ou bienheureux sont natifs du territoire actuellement délimité dans le diocèse :
- Saint Wandrille (vers 600-668) et sainte Bathilde (vers 630-680), fondèrent une abbaye à Palaiseau.

- Saint Wulfram (640-703), né à Milly-la-Forêt, fut archevêque de Sens.

- Saint Corbinien (680-730), né à Saint-Germain-de-Châtres, y fonda un monastère avant d'être ordonné évêque par le pape Grégoire II en 716, notamment pour évangéliser la Bavière, il fit construire la cathédrale Sainte-Marie et Saint-Corbinien de Freising. Saint patron de la cathédrale de la Résurrection d'Évry, sa fête est célébrée le 8 septembre dans le diocèse[6].

- Marie Poussepin (1653-1744), née à Dourdan, fut une femme d'affaires, industrielle à la suite de son père, puis mère supérieure et fondatrice de l'ordre des sœurs hospitalières de Sainville. Elle fut béatifiée par le pape Jean-Paul II le 20 octobre 1994[7].

- Catherine Labouré (1806-1876), témoin des apparitions de la Vierge Marie, rue du Bac à Paris, vécut à Ballainvilliers et fut canonisée par le pape Pie XII le 27 juillet 1947.

La sainte patronne du diocèse est la Vierge Marie en tant que Notre-Dame de Bonne Garde depuis 1969.

## Évêques d'Évry-Corbeil-Essonnes
| Période        | Période           | Identité       | Fonction précédente                        | Observation |
| -------------- | ----------------- | -------------- | ------------------------------------------ | ----------- |
| 9 octobre 1966 | 13 septembre 1977 | Albert Malbois | Évêque auxiliaire du diocèse de Versailles | -           |
| 12 mai 1978    | 15 avril 2000     | Guy Herbulot   | Évêque auxiliaire du diocèse de Reims      | -           |
| 12 mai 2000    | 1er août 2017     | Michel Dubost  | Évêque aux Armées                          | -           |
| 1er août 2017  | En cours          | Michel Pansard | Évêque de Chartres                         | -           |

## Subdivisions
Le diocèse d'Évry-Corbeil-Essonnes est subdivisé en deux zones, cinq vicariats, 22 secteurs pastoraux et 110 paroisses. La zone « urbaine » au nord regroupe les vicariats Centre, Nord-Est et Nord. La zone « verte » regroupe au sud les vicariats Sud-Est et Sud-Ouest.

### Zone urbaine

#### Vicariat Centre

##### Secteur pastoral de Brétigny
Le secteur pastoral de Brétigny regroupe les paroisses de :
- Brétigny-sur-Orge,
- Cheptainville,
- Guibeville,
- Le Plessis-Pâté,
- Leudeville,
- Marolles-en-Hurepoix,
- Saint-Vrain,
- Vert-le-Grand,
- Vert-le-Petit.

##### Secteur pastoral de Corbeil-Saint-Germain
Le secteur pastoral de Corbeil-Saint-Germain regroupe les paroisses de :
- Corbeil-Essonnes,
- Étiolles,
- Morsang-sur-Seine,
- Saint-Germain-lès-Corbeil,
- Saint-Pierre-du-Perray,
- Saintry-sur-Seine,
- Tigery,
- Villabé.

##### Secteur pastoral d'Évry
Le secteur pastoral d'Évry regroupe les paroisses de :
- Bondoufle,
- Courcouronnes,
- Évry,
- Lisses.

##### Secteur pastoral de Ris-Orangis-Grigny
Le secteur pastoral de Ris-Orangis-Grigny regroupe les paroisses de :
- Grigny,
- Ris-Orangis.

##### Secteur pastoral du Val d'Orge-Sainte-Geneviève-des-Bois
Le secteur pastoral du Val d'Orge-Sainte-Geneviève-des-Bois regroupe les paroisses de :
- Fleury-Mérogis,
- Morsang-sur-Orge,
- Saint-Michel-sur-Orge,
- Sainte-Geneviève-des-Bois,
- Villemoisson-sur-Orge.

#### Vicariat Nord-Est

##### Secteur pastoral de Brunoy-Val d'Yerres
Le secteur pastoral de Brunoy-Val d'Yerres regroupe les paroisses de :
- Boussy-Saint-Antoine,
- Brunoy,
- Épinay-sous-Sénart,
- Quincy-sous-Sénart,
- Varennes-Jarcy.

##### Secteur pastoral de La Forêt-Montgeron
Le secteur pastoral de La Forêt-Montgeron regroupe les paroisses de :
- Crosne,
- Montgeron,
- Yerres.

##### Secteur pastoral de Savigny-Viry
Le secteur pastoral de Savigny-Viry regroupe les paroisses de :
- Savigny-sur-Orge,
- Viry-Châtillon.

##### Secteur pastoral de Sénart-Draveil
Le secteur pastoral de Sénart-Draveil regroupe les paroisses de :
- Draveil,
- Soisy-sur-Seine,
- Vigneux-sur-Seine.

##### Secteur pastoral du Val de Seine-Juvisy
Le secteur pastoral du Val de Seine-Juvisy regroupe les paroisses de :
- Athis-Mons,
- Juvisy-sur-Orge,
- Paray-Vieille-Poste.

#### Vicariat Nord

##### Secteur pastoral de Longjumeau
Le secteur pastoral de Longjumeau regroupe les paroisses de :
- Ballainvilliers,
- Champlan,
- Chilly-Mazarin,
- Épinay-sur-Orge,
- Longjumeau,
- Morangis,
- Saulx-les-Chartreux,
- Wissous.

##### Secteur pastoral de Massy-Verrières
Le secteur pastorall de Massy-Verrières regroupe les paroisses de :
- Massy,
- Verrières-le-Buisson.

##### Secteur pastoral de Montlhéry-Longpont

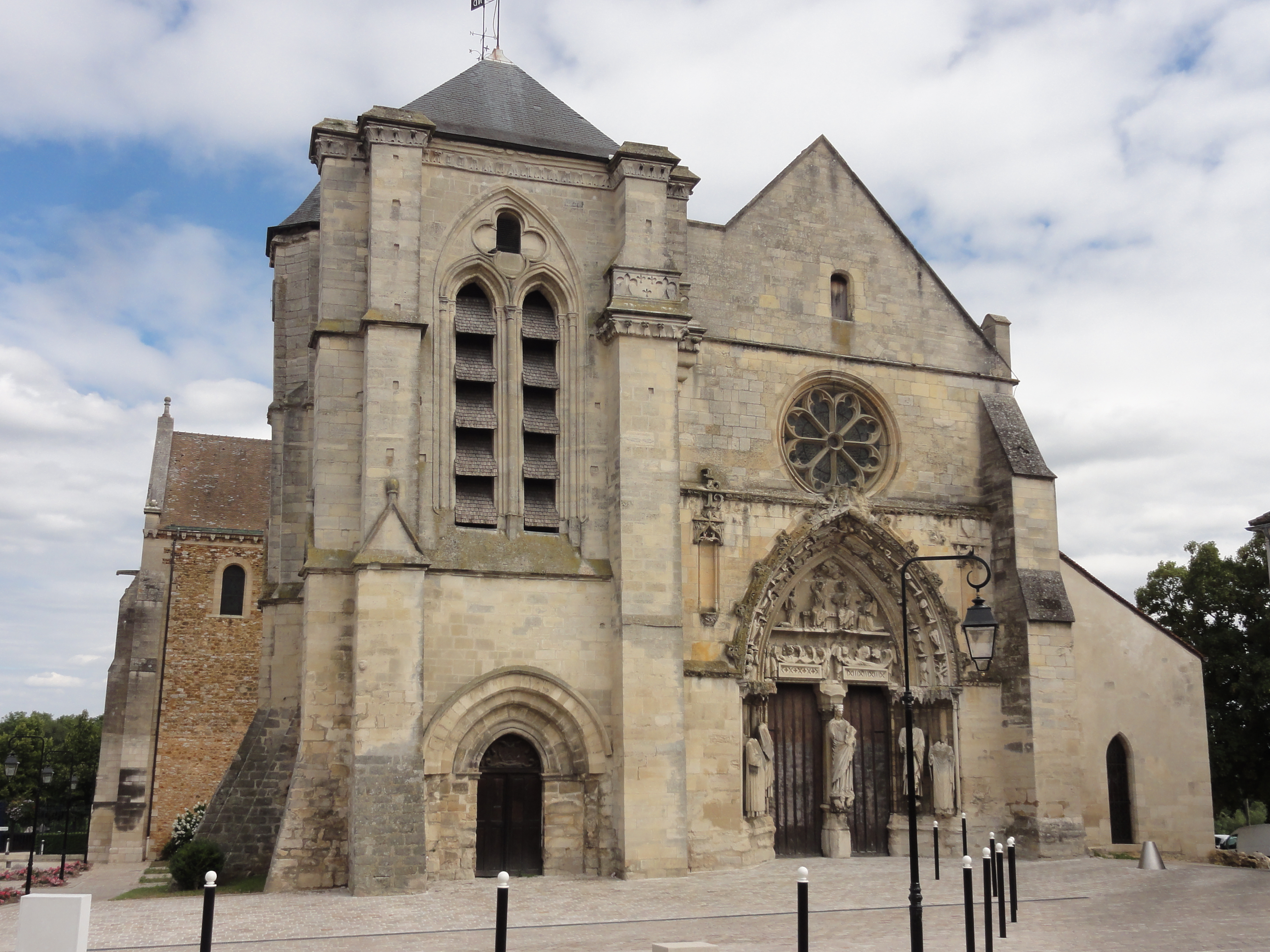
La basilique Notre-Dame-de-Bonne-Garde à Longpont-sur-Orge.

Le secteur pastoral de Montlhéry-Longpont regroupe les paroisses de :
- La Ville-du-Bois,
- Leuville-sur-Orge,
- Linas,
- Longpont-sur-Orge,
- Marcoussis,
- Montlhéry,
- Nozay,
- Villiers-sur-Orge.

##### Secteur pastoral de Palaiseau
Le Secteur pastoral de Palaiseau regroupe les paroisses de :
- Bièvres,
- Igny,
- Palaiseau,
- Vauhallan,
- Villebon-sur-Yvette,
- Villejust.

##### Secteur pastoral de l'Yvette-Gif-Orsay
Le secteur pastoral de l'Yvette-Gif-Orsay regroupe les paroisses de :
- Bures-sur-Yvette,
- Gif-sur-Yvette,
- Les Ulis,
- Orsay,
- Saclay,
- Saint-Aubin,
- Villiers-le-Bâcle.

### Zone verte

#### Vicariat Sud-Ouest

##### Secteur pastoral de Dourdan
Le secteur pastoral de Dourdan regroupe les paroisses de :
- Authon-la-Plaine,
- Boissy-le-Sec,
- Chatignonville,
- Corbreuse,
- Dourdan,
- La Forêt-le-Roi,
- Les Granges-le-Roi,
- Le Val-Saint-Germain,
- Plessis-Saint-Benoist,
- Richarville,
- Roinville,
- Saint-Chéron,
- Saint-Cyr-sous-Dourdan,
- Sainte-Mesme (Yvelines),
- Saint-Escobille,
- Sermaise,
- Villeconin.

##### Secteur pastoral de Limours
Le secteur pastoral de Limours regroupe les paroisses de :
- Angervilliers,
- Bonnelles (Yvelines),
- Boullay-les-Troux,
- Briis-sous-Forges,
- Courson-Monteloup,
- Fontenay-les-Briis,
- Forges-les-Bains,
- Gometz-la-Ville,
- Gometz-le-Châtel,
- Janvry,
- Les Molières,
- Limours,
- Pecqueuse,
- Saint-Jean-de-Beauregard,
- Saint-Maurice-Montcouronne,
- Vaugrigneuse.

##### Secteur pastoral des Trois-Vallées-Arpajon
Le secteur pastoral des Trois-Vallées-Arpajon regroupe les paroisses de :
- Arpajon,
- Avrainville,
- Boissy-sous-Saint-Yon,
- Breuillet,
- Breux-Jouy,
- Bruyères-le-Châtel,
- Égly,
- La Norville,
- Mauchamps,
- Ollainville,
- Saint-Germain-lès-Arpajon,
- Saint-Sulpice-de-Favières,
- Saint-Yon,
- Souzy-la-Briche.

##### Secteur pastoral de la Vallée de la Juine-Étréchy
Le secteur pastoral de la Vallée de la Juine-Étréchy regroupe les paroisses de :
- Auvers-Saint-Georges,
- Bouray-sur-Juine,
- Chamarande,
- Chauffour-lès-Étréchy,
- Étréchy,
- Janville-sur-Juine,
- Lardy,
- Torfou,
- Villeneuve-sur-Auvers.

#### Vicariat Sud-Est

##### Secteur pastoral de Saint-Michel-de-Beauce-Étampes
Le secteur pastoral de Saint-Michel-de-Beauce-Étampes regroupe les paroisses de :
- Abbéville-la-Rivière,
- Angerville,
- Arrancourt,
- Bois-Herpin,
- Boissy-la-Rivière,
- Boutervilliers,
- Brières-les-Scellés,
- Chalo-Saint-Mars,
- Chalou-Moulineux,
- Congerville-Thionville,
- Étampes,
- Estouches,
- Fontaine-la-Rivière,
- Guillerval,
- La Forêt-Sainte-Croix,
- Marolles-en-Beauce,
- Méréville
- Mérobert,
- Monnerville,
- Morigny-Champigny,
- Ormoy-la-Rivière,
- Pussay,
- Roinvilliers,
- Saclas,
- Saint-Cyr-la-Rivière,
- Saint-Hilaire.

##### Secteur pastoral de La Ferté-Alais-Val d'Essonne
Le secteur pastoral de La Ferté-Alais-Val d'Essonne regroupe les paroisses de :
- Auvernaux,
- Ballancourt-sur-Essonne,
- Baulne,
- Boissy-le-Cutté,
- Cerny,
- Champcueil,
- Chevannes,
- D'Huison-Longueville,
- Écharcon,
- Fontenay-le-Vicomte,
- Guigneville-sur-Essonne,
- Itteville,
- La Ferté-Alais,
- Le Coudray-Montceaux,
- Mennecy,
- Mondeville,
- Nainville-les-Roches,
- Ormoy.

##### Secteur pastoral de Milly-la-Forêt
Le secteur pastoral de Milly-la-Forêt regroupe les paroisses de :
- Blandy,
- Boigneville,
- Boutigny-sur-Essonne,
- Bouville,
- Brouy,
- Buno-Bonnevaux,
- Champmotteux,
- Courances,
- Courdimanche-sur-Essonne,
- Dannemois,
- Gironville-sur-Essonne,
- Maisse,
- Mespuits,
- Milly-la-Forêt,
- Moigny-sur-École,
- Oncy-sur-École,
- Orveau,
- Prunay-sur-Essonne,
- Puiselet-le-Marais,
- Soisy-sur-École,
- Valpuiseaux,
- Vayres-sur-Essonne,
- Videlles.

## Organisation

Logotype du diocèse.

Le diocèse d'Évry-Corbeil-Essonnes dépend de la province ecclésiastique de Paris et de l'archidiocèse de Paris.

### Personnels
Autour de l'évêque Michel Pansard s'organisent divers conseils, le conseil épiscopal, le conseil presbytéral, celui de la vie consacrée, le conseil diocésain pour le diaconat permanent, le conseil des responsables de secteurs. Le diocèse compte 81 prêtres incardinés, 27 religieux, 6 prêtres étrangers, 18 retraités, 7 prêtres étudiants, 39 diacres permanents. S'ajoutent des personnes laïques au service de l'Église. En 2023, étaient répartis sur le diocèse 142 prêtres, 39 diacres permanents, 102 religieux et 222 religieuses.

### Finances du diocèse
En 2007, les frais de fonctionnement du diocèse ont engendré des dépenses s'élevant à 11 350 000 euros, principalement consacrés aux traitements, salaires et logements des personnels, aux services diocésains, à l'entretien des bâtiments et au fonctionnement administratif. La même année, les ressources se sont élevées à 9 850 000 euros dont 3 167 000 euros issus du denier du culte.

### Enseignement
La direction diocésaine de l'enseignement catholique de l'Essonne est implantée à Brétigny-sur-Orge. Le réseau gère 36 établissements scolaires répartis sur le territoire :
- les écoles primaires Sainte-Jeanne-d'Arc d'Arpajon, Saint-Charles d'Athis-Mons, Saint-Thomas-Becket de Boissy-sous-Saint-Yon, Jeanne-d'Arc de Brétigny-sur-Orge, Saint-Pierre de Brunoy, Sainte-Marie de Corbeil-Essonnes, Saint-Paul et Notre-Dame de Dourdan, Notre-Dame de Draveil, Jeanne-d'Arc d'Étampes, Sainte-Mathilde d'Évry, Saint-Nicolas d'Igny, Sainte-Anne de Juvisy-sur-Orge, Sainte-Ernestine de Lardy, Sainte-Anne de Longjumeau, Saint-Joseph de Marcoussis, Sainte-Thérèse de Montgeron, Sacré-Cœur de Montlhéry, Saint-Joseph de Morangis, Sainte-Suzanne et le cours secondaire d'Orsay, Sainte-Jeanne-d'Arc de Palaiseau, Sainte-Claire de Saint-Vrain, Sacré-Cœur de Savigny-sur-Orge, Notre-Dame-de-l'Assomption de Verrières-le-Buisson, Notre-Dame de La Ville-du-Bois et Notre-Dame de Viry-Châtillon,
- les collèges Saint-Charles d'Athis-Mons, Jeanne-d'Arc de Brétigny-sur-Orge, Saint-Pierre de Brunoy, Saint-Spire de Corbeil-Essonnes, Saint-Paul et Jeanne-d'Arc de Dourdan, Notre-Dame de Draveil, Jeanne-d'Arc d'Étampes, Notre-Dame-de-Sion d'Évry, Saint-Nicolas d'Igny, Sainte-Thérèse de Montgeron, le cours secondaire d'Orsay, Sainte-Jeanne-d'Arc de Palaiseau, Sacré-Cœur de Savigny-sur-Orge, Île-de-France de Villebon-sur-Yvette, Sacré-Cœur de La Ville-du-Bois, Saint-Louis-Saint-Clément de Viry-Châtillon,
- les lycées Saint-Charles d'Athis-Mons, Saint-Pierre de Brunoy, Saint-Léon de Corbeil-Essonnes, Jeanne-d'Arc d'Étampes, Notre-Dame-de-Sion d'Évry, Saint-Nicolas d'Igny, Saint-Antoine de Marcoussis, le cours secondaire d'Orsay, Sainte-Jeanne-d'Arc et Saint-Eugène de Palaiseau, Île-de-France de Villebon-sur-Yvette, Sacré-Cœur de La Ville-du-Bois, Saint-Louis-Saint-Clément de Viry-Châtillon[41].

Vingt-six d'entre eux disposent d'un programme d'adaptation scolaire et scolarisation des élèves handicapés. Les établissements sont régulièrement classés parmi les meilleurs du département comme le lycée Saint-Louis-Saint-Clément de Viry-Châtillon, 1er départemental, le cours secondaire d'Orsay, 2e départemental, le lycée Saint-Léon de Corbeil-Essonnes, 3e départemental et le lycée Saint-Pierre de Brunoy, 4e départemental.

### Jumelages
| Le diocèse d'Évry-Corbeil-Essonnes a développé des associations de jumelage avec : - Diocèse de Guildford (Royaume-Uni) depuis le 23 juin 2001 situé à 363 kilomètres (diocèse anglican). - archidiocèse de Munich et Freising (Allemagne) situé à 678 kilomètres. Des partenariats ont en outre été institués avec le diocèse de Cayenne en Guyane française et l'archidiocèse de Cotonou au Bénin pour l'hébergement de son site web. | \| Évry Guildford Munich \| |
| Évry Guildford Munich |                             |

### Médias
Le diocèse a publié jusqu'en 2009 un bulletin officiel mensuel intitulé Corbiniana en référence au saint patron de la cathédrale d'Évry, Corbinien. Depuis cette date les annonces officielles du diocèse sont publiées sur son site internet et dans la lettre d'information hebdomadaire E.E.E. (Écho de l'Église en Essonne). Divers intervenants participent régulièrement aux émissions de radio Notre-Dame.